# Félix Miéli Venerando
Félix Miéli Venerando, conocido como Félix (São Paulo, 24 de diciembre de 1937-São Paulo, 24 de agosto de 2012), fue un futbolista brasileño. Fue portero, y jugó para la Selección de fútbol de Brasil en la Copa Mundial de 1970, con quienes fue Campeón del Mundo.

## Fallecimiento
Falleció el 24 de agosto de 2012, a los 74 años, víctima de un paro cardiorrespiratorio y por las complicaciones del enfisema pulmonar que padecía, según han informado sus familiares.

## Clubes como jugador
- Clube Atlético Juventus (1951-1954)
- Associação Portuguesa de Desportos (1955)
- Nacional Atlético Clube (1957-1958)
- Associação Portuguesa de Desportos (1958-1968)
- Fluminense Football Club (1968-1978)

## Palmarés
- Copa Mundial de Fútbol: 1970.
- Campeonato Carioca: 1969, 1971, 1973, 1975 y 1976, con Fluminense Football Club.
- Copa Rio Branco: 1967 y 1968, con Associação Portuguesa de Desportos.